# Чижевичи (Брестская область)
Чиже́вичи (бел. Чыжэвічы) — деревня в Брестском районе Брестской области Белоруссии. Входит в состав Мотыкальского сельсовета.

## География
Деревня расположена в 29,5 км по автодорогам к северо-западу от центра Бреста, в 14,5 км по автодорогам к западу от центра сельсовета, агрогородка Большие Мотыкалы. В километре к юго-западу находится река Западный Буг, по которой проходит граница с Польшей.
Имеется магазин.

## История
В письменных источниках впервые упоминается в XVI веке как село Берестейского повята Берестейского воеводства ВКЛ. В 1569 году — шляхетская собственность Богдана Кучук-Чижевского. В начале XVII столетия владение Мажевских, затем С. Грека. С 1680 года имением владел подскарбий Б. Сапега, а с 1724 года — А. Наркович. После Третьего раздела Речи Посполитой (1795) в составе Российской империи, с 1801 года в Гродненской губернии.
В 1858 году деревня являлась центром имения в Волчинской волости Брестского уезда. В 1890 году имением с 441,5 десятинами земли владел господин А. Залевский. В 1905 году в имении, размещавшемся рядом с деревней, проживало 15 человек.
После Рижского мирного договора 1921 года — в составе гмины Волчин Брестского повята Полесского воеводства Польши, 36 дворов.
С 1939 года — в составе БССР. В 1959 году — деревни Чижевичи 1 (80 жителей) и Чижевичи 2 (39 жителей).

## Население
На 1 января 2018 года насчитывалось 60 жителей в 23 домохозяйствах, из них 9 младше трудоспособного возраста, 36 — в трудоспособном возрасте и 15 — старше трудоспособного возраста.